# Leprocollema americanum
Leprocollema americanum är en lavart som beskrevs av Vain. Leprocollema americanum ingår i släktet Leprocollema och familjen Lichinaceae.   Inga underarter finns listade i Catalogue of Life.